# Mehmet Kaplan (Politiker)

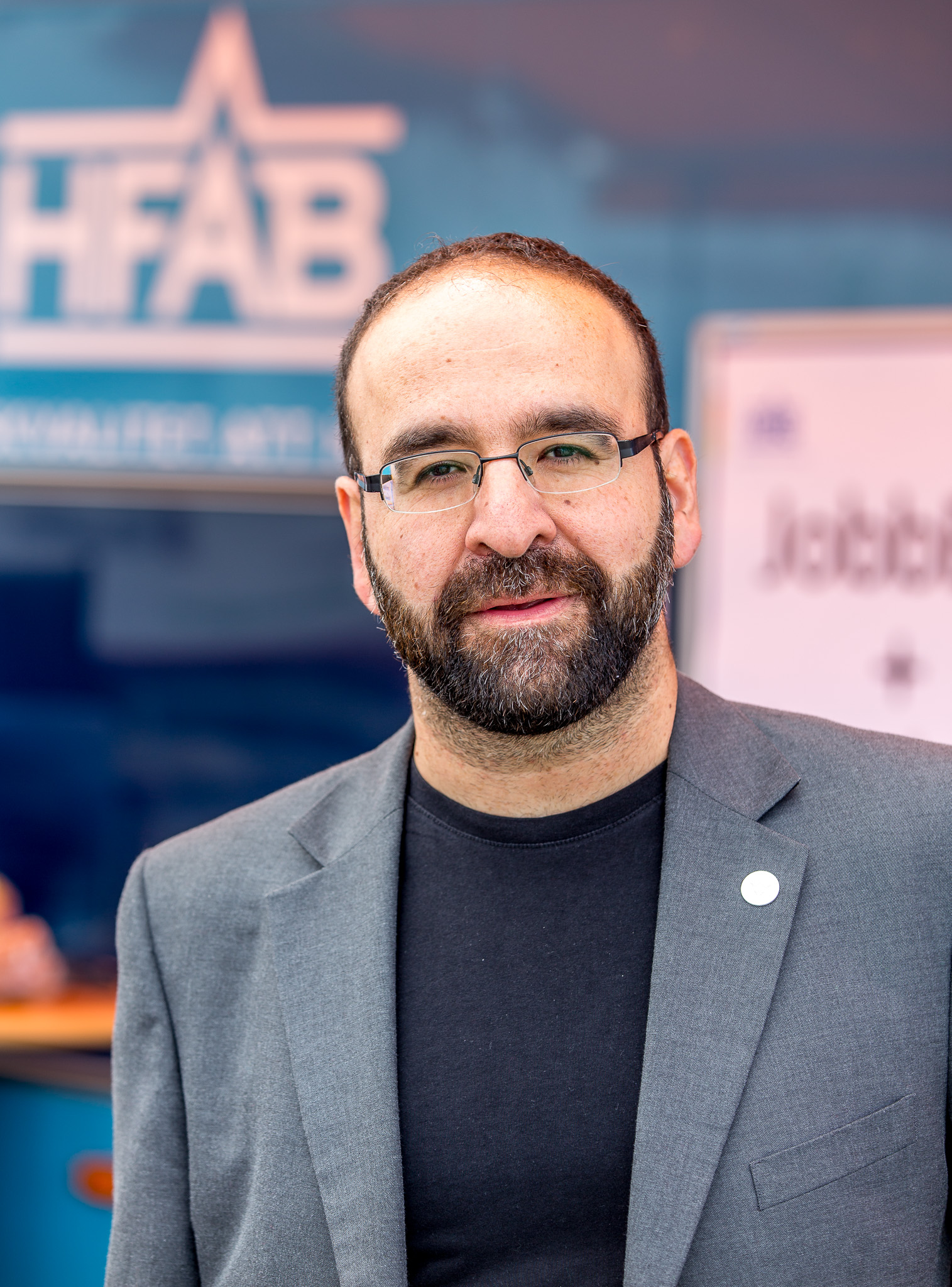
Mehmet Kaplan (2014)

Mehmet Güner Kaplan (* 18. Juli 1971 in Gaziantep, Türkei) ist ein schwedischer Politiker und war von Oktober 2014 bis April 2016 Wohnungsbauminister in der Regierung Löfven I. Kaplan ist Mitglied der Miljöpartiet de Gröna („Umweltpartei Die Grünen“), deren Fraktionsvorsitzender im schwedischen Reichstag er von 2010 bis 2014 war. Er war von 2000 bis 2002 Vorsitzender der schwedischen muslimischen Jugend und von 2005 bis 2006 Sprecher des Rates der schwedischen Muslime.
Kaplan war 2010 an Bord der Mavi Marmara während des Ship-to-Gaza-Zwischenfalls.
Im Juli 2014 verglich er schwedische Islamisten, die sich den Kämpfern des Islamischen Staates anschließen, mit den schwedischen Freiwilligen an der Seite Finnlands im Winterkrieg 1940. Dieser Vergleich ist in der schwedischen Öffentlichkeit auf harsche Kritik gestoßen. Kaplan sprach später von einem Missverständnis und unglücklicher Wortwahl. Die sozialdemokratische Politikerin Nalin Pekgul kritisierte Kaplan als Islamisten.
Im April 2016 kam es erneut zu scharfer Kritik an seiner Person, weil er sich mit Mitgliedern der rechtsextremen Grauen Wölfe getroffen habe und Israels Politik gegenüber den Palästinensern mit den Nationalsozialisten verglichen habe. Am 18. April trat Kaplan von seinem Amt als Minister zurück.